# Groene Scheggen
De Groene Scheggen of Amsterdamse Scheggen zijn een aantal nagenoeg aaneengesloten natuurgebieden die vanuit het omringende landschap van Amsterdam, de Metropoolregio Amsterdam, zoals Het Gooi, Waterland en Zuid-Kennemerland diep de stad in steken. Directe voorbeelden hiervan zijn de Amstelscheg, Brettenscheg en de Diemerscheg. Deze scheggen die om en in Amsterdam liggen maken onderdeel uit van het Algemeen Uitbreidingsplan (AUP) dat door Cornelis van Eesteren in 1934 werd bedacht. Dit was het eerste stadsbrede uitbreidingsplan sinds de aanleg van de Amsterdamse Grachtengordel.

## Geschiedenis
De ontstaansgeschiedenis van de scheggen gaat terug tot op de tweede helft van de 19e eeuw. Toen groeiden de inwonersaantallen van steden zoals Amsterdam explosief, maar er was geen plan om al deze nieuwkomers te huisvesten. Doordat het hen overkwam waren veel van deze nieuwe inwoners aangewezen op opeengepakte krotten of eenkamerwoningen zonder stromend water en of riolering. Deze slechte woonomstandigheden leidden tot veel ziektes en sterfgevallen. De overheid deed er niets aan.
Mensen als Kruseman, Jacobs, Van der Pek, Went, Ter Meulen Keppler, Berlage en andere vooraanstaande democraten en liberalen meenden dat deze situatie een beschaafd land als Nederland niet waardig was.
Zo stelden zij zich de vraag wat de benodigdheden zijn voor een goede en gezonde leefomgeving. Rond 1900 nam dan ook de politieke druk toe om verantwoordelijkheid te nemen voor het probleem. Zo werden er onderzoeken opgesteld door diverse raden en commissies naar het probleem. Twee voorbeelden hiervan waren de Woningraad en de Tuinstadcommissie.
In 1934 kwam Van Eesteren met het AUP. Dit plan behelsde onder andere de bouw van zo’n 50.000 woningen in Bos en Lommer en Buitenveldert. Om al deze nieuwe inwoners dicht bij het groen te huisvesten werden er acht scheggen vrijgehouden. Deze scheggen zorgen ervoor dat elke Amsterdammer binnen tien minuten in het groen kan zijn.